# Mông La Thịnh Viêm
La Thịnh（giản thể: 逻盛; phồn thể: 邏盛; bính âm: Luó Shèng, 634-712), cũng xưng là La Thịnh Viêm (giản thể: 逻盛炎; phồn thể: 邏盛炎; bính âm: Luó Shèngyán) là đệ nhị đại chiếu của Mông Xá Chiếu, là chi tử của Tế Nô La. Năm Vĩnh Huy thứ 5 (654)，Mông Huề Chiếu công kích Mông Xá Chiếu, Tế Nô La sai con là La Thịnh đến Đường để tìm kiếm sự bảo hộ. Về sau, tổng quản Diêu Châu là Lý Nghĩa đến cứu viện, đánh bại Mông Huề Chiếu. Năm 674, Tế Nô La qua đời, La Thịnh kế vị. La Thịnh nhiều lần vào đất Đường, năm 712, La Thịnh bệnh thệ tại Trường An. Ông có thụy hiệu là Hưng Tông vương, miếu hiệu là Mông Thế Tông.